# José Rondeau
Pour les articles homonymes, voir Rondeau.
José Casimiro Rondeau (Buenos Aires, 1773 – Montevideo, 1844) est un militaire et homme politique argentin et uruguayen, qui joua un rôle de premier plan lors de la guerre d’indépendance des Provinces-Unies du Río de la Plata, laquelle fit suite à la révolution de Mai de 1810. 
En 1812, il participa au siège de Montevideo, place forte alors tenue par les Espagnols, puis s'appliqua à contrecarrer les aspirations à l’autonomie de la Province orientale. En 1815, succédant à Alvear, il fut nommé une première fois au poste de Directeur suprême. Il se fit toutefois représenter à Buenos Aires par Ignacio Álvarez Thomas, et en 1815 mena dans le Haut-Pérou la troisième campagne de l’armée du Nord, dont l’issue sera désastreuse pour la jeune république. Commis désormais à la défense de la frontière nord, il réussit à mettre en échec la puissante armée espagnole, mais dut en 1816 céder le poste de Directeur suprême à Pueyrredón et le commandement de l’armée à Belgrano. Élu gouverneur de Buenos Aires en 1819, puis quelques mois plus tard, Directeur suprême pour la seconde fois, il eut les plus grandes peines à affirmer l’autorité du pouvoir central sur les provinces de l’intérieur, et finit par succomber en 1820 sous les attaques des caudillos fédéralistes López et Ramírez, originaires resp. de Santa Fe et d'Entre Ríos. Sous le gouverneur de Buenos Aires Martín Rodríguez, il vint à occuper de nouveau les plus hautes fonctions militaires, mais démissionna en 1828 lorsque la république d’Uruguay nouvellement constituée l’appela au poste de chef d’État à titre provisoire. Nommé ministre de la guerre, il participa en 1843, quoique de santé très affaiblie, à la défense de Montevideo contre les assaillants argentins.

## Le siège de Montevideo
José Rondeau naquit à Buenos Aires, mais peu d’années après sa naissance, son père, Juan Rondeau, s’en alla s’établir avec sa famille à Montevideo, où il grandit et fréquenta l’école. En août 1793, à l’âge de vingt ans, il s’enrôla comme cadet dans le régiment d’Infanterie de Buenos Aires, mais choisit bientôt d’être versé dans le régiment de blandengues de Montevideo, où il monta au grade de capitaine en 1806.
En 1807, lors des offensives anglaises contre le Río de la Plata, il fut fait prisonnier lorsque la ville de Montevideo tomba aux mains des envahisseurs.
Remis en liberté en Grande-Bretagne en 1808, il demeura quelque temps en Espagne, toujours au service du roi. Il retourna à Montevideo, où vint le surprendre la révolution de Mai de 1810. Ayant embrassé la cause américaniste, il se vit attribuer par la Première Junte de Buenos Aires un poste dans l’armée des Provinces-Unies du Río de la Plata, avec le grade de lieutenant-colonel, et fut chargé des opérations militaires dans la Province orientale (correspondant grosso modo au territoire de l’Uruguay actuel), au titre de chef des forces indépendantes. Promu colonel, et placé à la tête du régiment de Dragons de la Patrie, il mit le siège devant Montevideo et, le 31 décembre 1812, remporta la victoire à la bataille du Cerrito.

## Conflit avec Artigas
Le caudillo oriental José Artigas vint se joindre au siège et convoqua un congrès à Tres Cruces, lors duquel les représentants des populations de la Province orientale élurent leurs députés, pour que ceux-ci s’unissent à l'Assemblée de l'an XIII, convoquée par le second triumvirat et siégeant à Buenos Aires. Cependant, les députés orientaux furent repoussés par ladite assemblée, laquelle était dominée par la loge lautarienne, en raison de ce qu’ils étaient porteurs d’instructions tendant à obtenir pour leur province une certaine autonomie politique, économique et militaire. Le gouvernement portègne en effet s’efforçait à l’inverse de maintenir un État expressément unitaire.
Par ordre de l’assemblée, Rondeau organisa son propre congrès à la chapelle de Maciel, en vue duquel la plupart des prétendus députés des populations étaient en fait directement choisis par Rondeau, à l’exclusion expresse des alliés d’Artigas. Comme de juste, ceux que Rondeau nommait députés pour l’assemblée étaient des partisans du gouvernement central et furent dépêchés à la capitale sans consignes particulières, c’est-à-dire livrés à leur conscience et à la pression des Portègnes.
À la vue de ces faits, Artigas, suivi de ses hommes, se retira du siège de Montevideo début janvier 1814. Bien que ce départ eût pour effet de laisser dégarnie une partie des lignes patriotes, les Espagnols, encore échaudés par leur défaite lors de la bataille de Cerrito, négligèrent d’en tirer profit.
Rondeau requit désespérément des renforts pour suppléer au départ des forces orientales ; on ne les lui envoya qu’en mai, c’est-à-dire après que le capitaine Guillermo Brown eut vaincu la flotte espagnole, et par là isolé la ville de Montevideo. Mais, en même temps que l’envoi de renforts, et alors que la place-forte se trouvait déjà virtuellement prise, le Directoire releva Rondeau du commandement de l’armée assaillante. Le nouveau commandant fut Carlos María de Alvear, militaire sans titres, qui désirait pour lui-même la gloire de s’emparer de Montevideo, à un moment où la chute imminente de la ville était devenue chose sûre. Il y parvint quelques jours à peine plus tard, et aussitôt après se lança à la poursuite d’Artigas et de ses partisans.

## L’armée du Nord
Pour atténuer quelque peu le camouflet qu’avait été pour Rondeau son remplacement par Alvear, le Directeur suprême Gervasio Antonio de Posadas le promut au grade de brigadier-général et le muta dans l’armée du Nord avec la fonction de commandant en chef. Sans attendre, il entreprit d’organiser ce qui sera la troisième campagne militaire dans le Haut-Pérou, en vue de laquelle il put disposer de renforts envoyés de Montevideo, constitués non seulement des troupes assaillantes, mais aussi d’un grand nombre d’anciens assiégés, et surtout d’un puissant armement capturé là-bas. Alors que tout était prêt, il fut avisé de ce que Posadas avait ordonné de le remplacer au commandement par Alvear. Voilà qui en était trop ; plusieurs officiers se soulevèrent et récusèrent publiquement l’autorité d’Alvear, obligeant celui-ci à revenir sur ses pas avant d’avoir atteint sa destination.
Cette rébellion contraignit Posadas à la démission, et à sa place fut élu Alvear ; celui-ci employa l’essentiel de son mandat à poursuivre ses opposants, mais trois mois plus tard à peine, il fut renversé par une rébellion militaire. Pour lui succéder, le cabildo portègne désigna Rondeau, qui, au demeurant, fut bien incapable de poursuivre quiconque à Buenos Aires, se trouvant en effet à 2 000 km de là ; demeura dans la capitale, pour l’y suppéer, le meneur de la révolution qui avait renversé Alvear, le colonel Ignacio Álvarez Thomas.
Tous ces désordres ne laissèrent pas de miner l’autorité du commandant en chef de l’armée, lequel perdit des mois décisifs en réorganisations et préparatifs. Entre autres choses, il remplaça comme chef de l’avant-garde, le colonel Martín Miguel de Güemes, par le malhabile Martín Rodríguez. Celui-ci, à peine eut-il pénétré dans la Puna, dans la province de Jujuy, le 19 février 1815, qu’il fut vaincu lors de la bataille d’El Tejar et fait prisonnier par les royalistes espagnols.
Peu après, Güemes, accompagné de quelques Granadiers à cheval, sauva la campagne par une sienne victoire, à Puesto del Marqués. L’expédition militaire proprement dite commença alors ; mais le dédain que Rondeau s’acharnait à manifester vis-à-vis de Güemes et de sa guerre d’escarmouches porta ce dernier à se retirer de l’armée avec ses gauchos. Sitôt arrivé à Salta, Güemes fut élu gouverneur de la province, acte qui équivalait à une insubordination envers le Directeur de l’État, car il jetait le germe de l’autonomie politique de cette province.

## La campagne dans le Haut-Pérou
En mai 1815, l’armée du Nord marcha dans Potosí, puis, quinze jours plus tard, Juan Antonio Álvarez de Arenales et Ignacio Warnes (en) vainquirent les royalistes dans la bataille de La Florida et occupèrent Cochabamba et Santa Cruz de la Sierra.
À la mi-octobre, Martín Rodríguez décida d’attaquer de nuit les royalistes cantonnés à Venta y Media, mais subit une terrible défaite.
Rondeau, à présent à la tête d’une armée démoralisée et indisciplinée, concentra ses troupes près de Cochabamba, dans la plaine de Sipe Sipe. C’est là que s’affrontèrent les 3 100 soldats patriotes, dotés de 9 canons (et sans le concours des volontaires indiens, écartés pour motifs raciaux), et les 5 000 loyalistes, pourvus de 23 canons. Le commandant en chef ennemi, Joaquín de la Pezuela, se révéla un stratège de loin supérieur à Rondeau. La défaite à la bataille de Sipe-Sipe, le 29 novembre 1815, fut un désastre total. Les provinces du Haut-Pérou furent perdues à jamais, et lorsqu’elles obtinrent leur indépendance, ce fut en tant qu’État séparé : la république de Bolivie.

## Conflits avec Güemes
Dans sa fuite, l’armée ne réussit à reconstituer ses rangs et à se recomposer qu’arrivée à la frontière nord de l’actuelle Argentine. Ensuite, à partir de là, elle se proposa de venger l’affront de Güemes, que Rondeau avait déclaré traître et déserteur. Pour aggraver la situation, Álvarez Thomas envoya des troupes de renfort, sous le commandement de Domingo French et de Juan Bautista Bustos (es), avec l’ordre de battre Güemes et de rejoindre ensuite l’armée du Nord. Cependant, Güemes ne les laissa pas passer avant qu’il eût reçu l’assurance qu’ils ne l’attaqueraient pas.
En janvier 1816, Rondeau occupa la ville de Salta, mais, après quelques semaines d’une guerre civile absurde, un traité fut finalement signé entre le gouverneur de Salta et le Directeur suprême Rondeau. Aux termes de l’accord, ce dernier avait la charge de la défense de la frontière nord du pays, tâche dont il s’acquitta fort bien, dépassant de loin les attentes : après avoir repoussé, sans aide extérieure, cinq invasions, il s’enhardit finalement à mener des actions offensives contre les royalistes et réussit, ce faisant, à affaiblir suffisamment dans sa province la puissante armée espagnole, que pour entamer ses capacités de défense au Chili et au Pérou. 
Début mai 1816, il fut remplacé à la tête de l’État par Juan Martín de Pueyrredón, et deux mois plus tard, dut laisser le commandement de l’armée du Nord aux mains de Manuel Belgrano. Ce dernier ne parvint plus à mettre sur pied une quatrième campagne dans le Haut-Pérou, et l’armée du Nord fut dissoute début 1820, disloquée sous l’effet des guerres civiles.

## Le Directoire
En 1818, Rondeau fut nommé inspecteur général de l’armée et de la frontière avec les Indiens du sud, lesquels, mettant à profit la désorganisation de l’armée, s’étaient soulevés contre l’avancée du peuplement blanc vers le sud de la province de Buenos Aires. En avril 1819, il fut nommé gouverneur de la province de Buenos Aires, mais son autorité ne reposait que sur une délégation de pouvoir du Directeur suprême. Cependant, en juin de la même année, la démission de Juan Martín de Pueyrredón lui permit d’accéder derechef au poste de Directeur suprême des Provinces-Unies du Río de la Plata.
Son autorité n’était guère effective hors Buenos Aires. Les gouverneurs de Cuyo et de Salta se considéraient, dans la pratique, seulement comme des alliés du Directoire ; ceux de Córdoba et de Tucumán, qui avaient été nommés par Pueyrredón, agissaient avec beaucoup d’autonomie ; les  provinces littorales (c’est-à-dire la bande Orientale, les provinces de Corrientes, d’Entre Ríos et de Santa Fe) pour leur part, déniaient toute autorité au gouvernement portègne et entretenaient une attitude hostile ; une trêve maintenait la paix avec Santa Fe, dans une atmosphère tendue, et il s’était même constitué, à Córdoba, quelques redoutables milices autonomes dites montoneras ; la bande Orientale, ou du moins ses villes côtières, était dominée par les envahisseurs portugais, avec l’appui évident du gouvernement central.
Pourtant, la menace la plus grave pour le gouvernement de Rondeau se situait beaucoup plus loin : à Cadix en effet, l’on travaillait à organiser une offensive d'envergure contre le Río de la Plata. Si l’exécution en fut suspendue par la révolution libérale survenue en Espagne en janvier 1820, la nouvelle de cette révolution toutefois n’atteignit Buenos Aires qu’après la chute du Directoire.
Rondeau avisa aux moyens d’en finir au plus tôt avec les fédéralistes, sans même envisager la possibilité de négocier avec ses adversaires et leur accorder la part d’autonomie qu’ils réclamaient. Il ordonna à José de San Martín d’employer l’armée des Andes à se battre aussi dans la guerre civile. Manuel Belgrano obéit, mais laissa le commandement aux mains de Francisco Fernández de la Cruz, et, comme second, au général Juan Bautista Bustos. San Martín ayant refusé, Rondeau envoya le général Balcarce prendre le commandement de l’armée, avec l'instruction de la conduire à Buenos Aires ; cependant, les gauchos de Estanislao López arrêtèrent la colonne.

## Cepeda
Rondeau considéra que la trêve était rompue et ordonna à Belgrano de détourner tous les effectifs de l’armée du Nord vers la guerre contre Santa Fe. Il alla jusqu’à inviter le gouverneur portugais de la bande Orientale, Carlos Federico Lecor, à envahir les provinces d’Entre Ríos et de Corrientes — autrement dit : non content de négliger d’expulser les envahisseurs hors d’une partie du territoire qu’il gouvernait, il exhorta ceux-ci à envahir d’autres parties de ce territoire.
En octobre, Francisco Ramírez, caudillo originaire d’Entre-Ríos, passa à l’offensive et envahit le nord de la province de Buenos Aires. Rondeau, se mettant alors en campagne, prit la tête de l’armée portègne, mais le 8 janvier 1820 éclata dans l’armée du Nord la mutinerie d’Arequito, lors de laquelle Bustos répudia son commandant et se refusa à poursuivre la guerre civile.
Aussi Rondeau se retrouva-t-il seul face à López et à Ramírez, lesquels l’affrontèrent le 1er février 1820 dans la bataille de Cepeda. Le Directeur suprême déploya son armée selon une disposition classique, avec la cavalerie sur les flancs et l’infanterie et l’artillerie au centre, tout en protégeant ses arrières par la longue rangée de ses chariots – une position en principe très difficile à vaincre, sauf que l’ennemi n’était pas obligé d’attaquer de front. Les chefs fédéralistes contournèrent le dispositif et l’abordèrent de dos ; ils attaquèrent aussitôt la cavalerie, pendant que l’infanterie s’efforçait de faire front en se pressant entre les chariots, mais que les canons pointaient toujours dans la direction opposée. La bataille dura dix minutes, et la cavalerie directoriale dans sa fuite entraîna Rondeau avec elle. Le reste de l’armée dut se retirer sur San Nicolás de los Arroyos et s’embarquer pour retourner à Buenos Aires.
Tout le nord de la province de Buenos Aires fut envahi par les caudillos, qui en peu de jours poussèrent jusqu’aux environs de la capitale. Rondeau démissionna le 11 février, et en mars, abandonnant la ville, se transporta vers Montevideo. Sa chute provoqua la fin du Directoire et du congrès de Tucumán ; il n’y aura plus ensuite, et ce jusqu’au milieu de 1862, de gouvernement national reconnu par l'ensemble des provinces.

## Dernières années
Revenu à Buenos Aires, il aida, au cours des décennies suivantes, le gouverneur de la province de Buenos Aires, Martín Rodríguez, à mener ses campagnes militaires contre les Indiens du sud de la province. En 1825, il entreprit une campagne générale sur la frontière, mais fut totalement battu à Toldos Viejos, près de Dolores ; depuis lors, il se borna à exercer sa fonction depuis la capitale.
Alors que les Provinces-Unies du Río de la Plata étaient en guerre contre l’empire du Brésil pour la possession de la bande Orientale, Rondeau fut nommé commandant de l’armée destinée à intervenir dans cette région. Mais le ministre de la guerre, Alvear, le remplaça, une fois de plus, par soi-même.
Nommé ministre de la guerre par le gouverneur Manuel Dorrego, il démissionna cependant le 10 octobre 1828, après que dans l’État oriental de l’Uruguay, constitué peu de temps auparavant, l’assemblée générale constituante et législative, réunie à Florida, l’appela à l’unanimité des voix à occuper la fonction de gouverneur et capitaine général provisoire. Le 22 décembre 1828, il prêta serment devant la chambre des représentants, laquelle était alors établie à Canelones. Il démissionna le 17 avril 1830, peu après que la première constitution de l’Uruguay eut été sanctionnée, et le jour suivant, il fut élevé au grade de brigadier-général de l’armée.
En 1832, sous la présidence de Fructuoso Rivera, il fut désigné chargé d’affaires auprès du gouvernement argentin. En 1835, il fut nommé chef d’état-major de l’armée, mais dut renoncer à ce poste pour motif de santé en avril 1838. Il occupa de nouveau la fonction de ministre de la guerre entre février 1839 et mars 1840. Physiquement très amoindri, il prit part néanmoins à la défense de Montevideo en 1843 et 1844, durant la phase la plus dure du siège, aux côtés de nombreux autres militaires argentins vétérans comme lui. Il s’éteignit à la fin de cette même année, et fut inhumé avec les honneurs exceptionnels.
Ses restes, qui reposent au Pantéon national du Cimetière central, furent sollicitées en 1891 par l’Argentine, pour être réintégrées dans sa patrie natale, mais l’Uruguay fit valoir que ses cendres devaient demeurer en son sol, attendu que Rondeau l’avait défendu comme s’il se fût agi de sa propre patrie. En son honneur, son nom fut donné à l’avenue de Montevideo qui, commençant à la Plaza Cagancha, dans le centre-ville, se prolonge jusqu’à l’avenue Agraciada, dans le quartier de La Aguada.